# Tour de France Femmes 2026
Le Tour de France Femmes 2026 est la 5e édition du Tour de France Femmes et se déroule du 1er au 9 août 2026.

## Parcours
Marion Rousse, la directrice du Tour de France Femmes, annonce le 5 juin 2025 que le Grand Départ de l'édition 2026 se tiendra en Suisse le jour de la fête nationale, avec deux premières étapes entre le Lac Léman et le Lac de Neuchâtel (une boucle autour de Lausanne puis un tracé reliant Aigle à Genève, avant un départ le lendemain depuis cette dernière pour prendre la direction de la France). Marion Rousse confirme que ce Grand Départ en Suisse permet au tracé de se projeter rapidement vers des étapes de montagne. Comme en 2024, le Tour de France Femmes 2026 se déroulera au mois d'août et verra pour la seconde fois son départ dissocié de l'épreuve masculine, puisqu'il aura lieu six jours après l'arrivée finale des hommes sur les Champs-Élysées.

## Étapes
| Étape     | Date          | Villes étapes                   |                  | Distance (km) | Vainqueur d’étape | Leader du classement général |
| --------- | ------------- | ------------------------------- | ---------------- | ------------- | ----------------- | ---------------------------- |
| 1re étape | sam. 1er août | Lausanne (SUI) – Lausanne (SUI) | Étape accidentée |               |                   |                              |
| 2e étape  | dim. 2 août   | Aigle (SUI) – Genève (SUI)      | Étape de plaine  |               |                   |                              |
| 3e étape  | lun. 3 août   | Genève (SUI) – ...              |                  |               |                   |                              |
| 4e étape  | mar. 4 août   |                                 |                  |               |                   |                              |
| 5e étape  | mer. 5 août   |                                 |                  |               |                   |                              |
| 6e étape  | jeu. 6 août   |                                 |                  |               |                   |                              |
| 7e étape  | ven. 7 août   |                                 |                  |               |                   |                              |
| 8e étape  | sam. 8 août   |                                 |                  |               |                   |                              |
| 9e étape  | dim. 9 août   |                                 |                  |               |                   |                              |